# Franziskanerkloster Warendorf

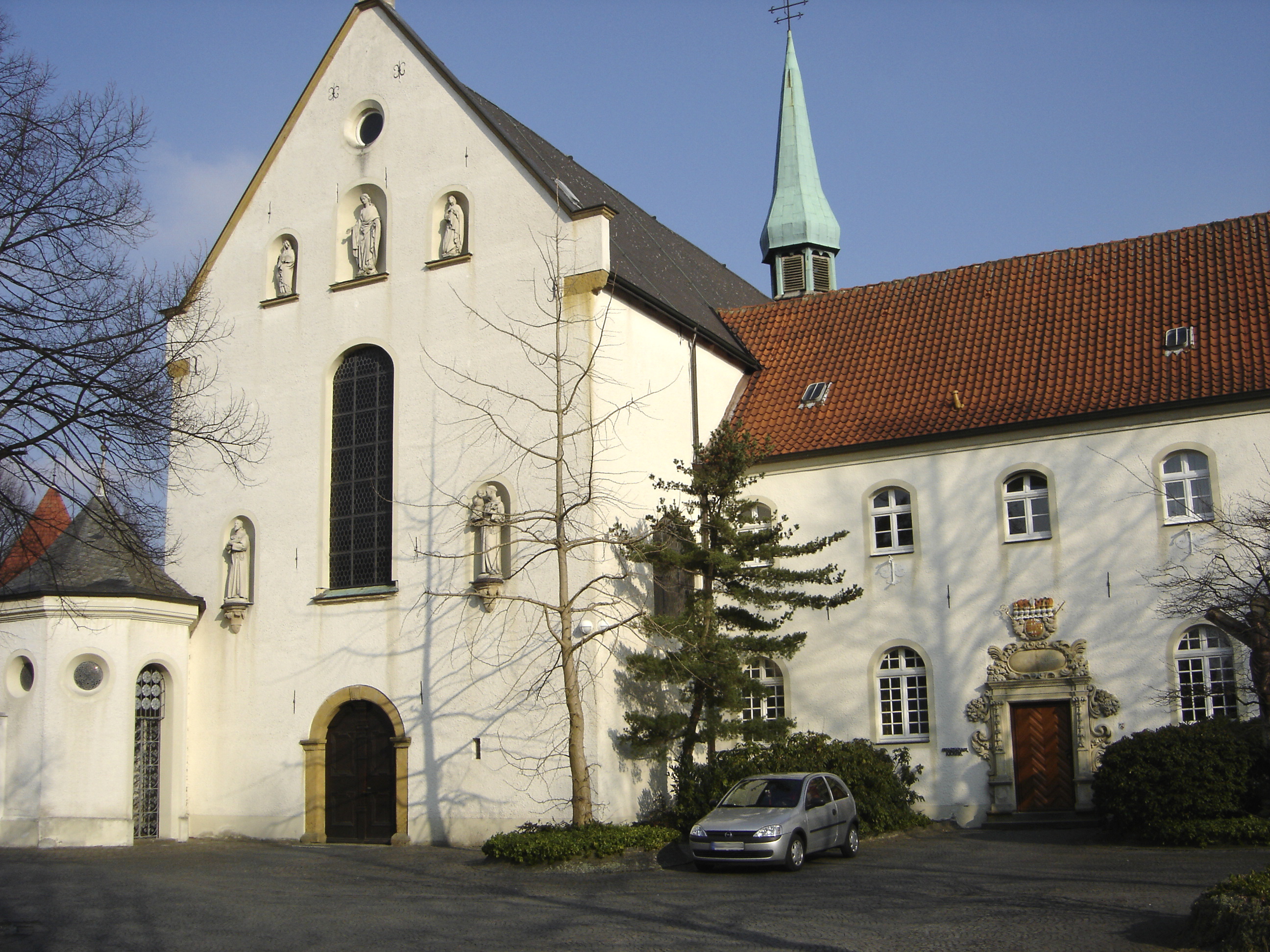
Kirche und Klostereingang (2006)

Das Franziskanerkloster Warendorf bestand von 1628 bis 2008 mit einer Unterbrechung infolge des preußischen Kulturkampfs. Die Franziskaner waren in Warendorf Leiter des Gymnasium Laurentianum. Zeitweise befanden sich im Kloster das Noviziat und ein Ordensstudium der Sächsischen Franziskanerprovinz (Saxonia), zweimal war Warendorf Sitz des Provinzials der Saxonia.

## Geschichte
Die Franziskaner-Observanten der Sächsischen Ordensprovinz ließen sich am 15. Mai 1628 auf Veranlassung von Fürstbischof Ferdinand von Bayern in Warendorf nieder. Zunächst wohnten sie in einer Privatwohnung in der Münsterstraße, ab 1631 im Burghaus Bentheim, wo sie eine erste Kapelle errichteten. 1635 wurde die Niederlassung zum Konvent erhoben (Conventus Warendorpiensis fratrum minorum S. Francisci de strictiori observantia ‚Warendorfer Konvent der Minderbrüder des heiligen Franziskus von der strikteren Observanz‘). Zwischen 1652 und 1673 erbauten die Franziskaner an der Stelle des Burghauses (heute Klosterstraße 21) die noch bestehende Klosterkirche, 1672 entstanden der Süd- und Ostflügel des Klosters, 1683 der Westflügel. Mehrfach wurden zwischen 1696 und 1913 Anbauten an die Klosteranlage vorgenommen. 1869/70 wurde nördlich an die Kirche eine Herz-Jesu-Kapelle angefügt, 1934 wurde der Chor erweitert.
1675 übernahmen die Franziskaner bis 1683 und dann wieder von 1754 bis 1820 die Leitung der städtischen Lateinschule in Warendorf und waren dort als Lehrer tätig. Von 1690 bis 1810 war der Konvent in Warendorf eines der Studienhäuser der Saxonia für den Ordensnachwuchs; an den Philosophiekursen dieser Hochschule, die auf ein Universitätsstudium vorbereiteten, konnten – wie auch an anderen Standorten der Saxonia, wo ein Gymnasium und ein Ordensstudium nebeneinander bestanden – auch interessierte Schüler der Lateinschule teilnehmen, die dadurch zum Gymnasium Laurentianum wurde.
Die Franziskaner unterstützten die Priester der umliegenden Gemeinden in der Seelsorge. Die Kirche galt bis ins 20. Jahrhundert als beliebte „Beichtkirche“ für die Bevölkerung. 1802 hatte das Kloster 10 feste Seelsorgestellen in der Umgegend, wo sie regelmäßig Aushilfe leisteten, zum Konvent gehörten in dem Jahr 20 Patres, elf Laienbrüder und vier Studenten. Sie betreuten mehrere Bruderschaften beim Kloster, darunter eine Fünfwundenbruderschaft (ab 1640), eine Rosenkranzbruderschaft (ab 1677) und eine Junggesellensodalität (Marianische Kongregation, ab 1763); sie versorgten hilfsbedürftige Bürger durch eine Armenspeisung, auch mit Hilfe von Lebensmittelspenden seitens der Landwirte, die die Franziskaner durch Terminieren sammelten. 1794 fanden 62 Emigranten aus Frankreich im Kloster Unterkunft.
Von den Klosterschließungen infolge der Säkularisation wurde das Kloster nicht betroffen, es musste allerdings Repressalien seitens der Behörden in Kauf nehmen. Einige Räume des Klosters wurden nach 1804 für das Militär, den Landrat oder für Schulzwecke beschlagnahmt. Der Guardian konnte 1830 durch Eingaben die Mitbenutzung der Klosterkirche durch die neu entstandene evangelische Gemeinde Warendorfs verhindern. Die Zahl der Brüder sank, weil Neueintritte verboten waren, so dass die Seelsorgeaufgaben nur noch eingeschränkt wahrgenommen werden konnten; 1820 zogen sich die Franziskaner aus dem Unterricht am Gymnasium zurück. Die Bevölkerung Warendorfs setzte sich zwischen 1803 und 1825 mehrmals entschieden für den Fortbestand des Klosters ein. 1824 berichtete der Münsteraner Provikar Zurmühlen der preußischen Regierung in Berlin über die im Bistum Münster noch bestehenden Klöster und bezeichnete das Warendorfer Franziskanerkloster als besonders erhaltenswert. 1832 lebten noch 12 Franziskaner (sieben Patres, fünf Laienbrüder) in Warendorf.
Eine Wende trat mit dem Regierungsantritt von König Friedrich Wilhelm IV. ein, der in einem Erlass vom 27. November 1843 den Franziskanerklöstern in Dorsten, Paderborn, Wiedenbrück und Warendorf endgültig die Weiterexistenz bescheinigte, 1850 folgte Rietberg.
Im Kloster in Warendorf befand sich von 1844 bis 1945 und von 1966 bis 1983 das Noviziat der Sächsischen Franziskanerprovinz, und von 1852 bis 1874 und von 1888 bis 1891 war Warendorf der Sitz des Provinzials der Provinz. Während des preußischen Kulturkampfs zwischen 1875 und 1887 war das Kloster geschlossen; einige Patres blieben jedoch insgeheim in der Stadt. Das Noviziat zog zwischen 1876 und 1896 nach Harreveld in den Niederlanden in eines der sechs Klöster um, die die „Saxonia“ im Ausland als Ausweichklöster gegründet hatte.  Von 1887 bis 1896 und erneut von 1945 bis 1963 war Warendorf wieder Studienkloster der Saxonia, danach das Alten- und Pflegekloster für die älteren Mitglieder der Provinz. Eine Schlosserei, eine Schneiderei und
eine Schreinerei des Klosters arbeiteten für die gesamte Ordensprovinz.
Im Juni 2008 gaben die Franziskaner das Kloster wegen Nachwuchsmangels auf. Heute beherbergt das Kloster das Westpreußische Landesmuseum, durch das die früheren Klosterzellen in ihrer Struktur weitgehend erhalten wurden, sowie eine Tagespflege der Malteser. In Teilen der Klosteranlage und in der unmittelbaren Umgebung entstanden Wohnungen für Menschen aus verschiedenen Generationen.

## Kirche und Klostergebäude
Die Kirche des Klosters ist ursprünglich eine einschiffige Hallenkirche, sie hat einen dreiteiligen Chorabschluss und trägt einen Dachreiter. 1853 wurde unter Leitung des Franziskanerbruders Paschalis Gratze ein flachbogiges Kreuzgewölbe auf Konsole eingezogen. Das Kloster ist als dreiflügelige Anlage um einen Kreuzgang südlich an die Kirche angebaut.
Der spätbarocke Hochaltar wurde 1783/84 von den Bildhauern Willms und Stratmann aus Geseke unter Mitwirkung einiger Franziskaner in der Klosterschreinerei gestaltet und ersetzte einen Vorgängeraltar aus dem 17. Jahrhundert; so entstanden ebenfalls die Seitenaltäre und das Chorgestühl. Eine erste Orgel bekam die Kirche 1684. Die heutige Orgel mit 22 Registern und 1386 Pfeifen wurde 1850 von Bruder Paschalis Gratze erbaut; das Instrument wurde 1905/06 von der Orgelbaufirma Speith (Rietberg) umgebaut, 1982 wurde es generalüberholt. Im Dachreiter hängen zwei Glocken, die 1942 von der Firma Petit & Gebr. Edelbrock geliefert wurden. Die größere mit der Inschrift Henricus hat den Schlagton d′, die kleinere mit der Inschrift Jordanus den Schlagton f.

## Bekannte Mitglieder des Konvents
- Gregor Janknecht (1829–1896), Provinzialminister, leitete die Provinz von Warendorf aus.
- Ignatius Jeiler (1823–1904), Bonaventura-Forscher, war in Warendorf Novizenmeister.
- Irenäus Bierbaum (1843–1907), Provinzial, war von 1903 bis 1906 Guardian in Warendorf.
- Elpidius Markötter (1911–1942), Seelsorger in Warendorf, † 28. Juni 1942 im KZ Dachau, Opfer des Nationalsozialismus